# 似鳥祐子
似鳥 祐子（にたどり ゆうこ、1969年11月20日 - ）は、日本のキャスター・リポーター。本名・旧芸名は似鳥裕子。所属事務所はシー・フォルダ（以前は古舘プロジェクトに所属）。東京都出身。血液型はB型。

## 人物・経歴
日本体育大学体育学部健康学科卒業。10歳からトランポリンを始め、大学2年の時、全日本学生トランポリン競技大会で優勝。
トランポリン審判員2級、柔道初段、中学・高校保健体育教員免許などの資格を持っている。
ミス・セブンティーンコンテストで特別賞を受賞。

## 出演

### テレビ番組
- 今夜もあなたのパートナー・もっと知りたい! 暮らしQ&A（NHK教育）司会
- FNNスーパータイム（フジテレビ）リポーター
- ジャスト（TBSテレビ）リポーター
- 筋肉番付（TBSテレビ）リポーター
- JNNスポーツ&ニュース（TBSテレビ）キャスター
- トゥナイト2（テレビ朝日）映画コーナー担当
- スポーツTODAY（テレビ東京）キャスター
- CARS（テレビ東京）
- レディス4（テレビ東京、2007年10月1日 - 2008年3月28日）
- Jリーグダイジェスト（NHK-BS1）
- プロフェッショナル修斗（CS）コーナーリポーター
- スマックガール（CS）リポーター

### ラジオ番組
- スポーツBOMBER!（TBSラジオ）パーソナリティ
- SUPER FREAK SUNDAY（FM-FUJI）
- RADICAL LEAGUE 似鳥祐子のトリニータ的生活（FM-FUJI）水曜担当